# Никонов, Юрий Владимирович
Юрий Владимирович Никонов (род. 21 октября 1937, Челябинск) — советский хоккеист, вратарь. Мастер спорта СССР, заслуженный тренер Республики Беларусь.

## Биография
Воспитанник команды ЧИМЭСХ, тренер Николай Сидоренко. Выступал за команды «Буревестник» Челябинск (1955/56 — 1956/57), «Авангард» / «Трактор» Челябинск (1957/58 — 1964/65), «Торпедо» Минск (1965/66 — 1974/75).
Вошёл в список 33 лучших хоккеистов чемпионата СССР 1958/1959.
Окончил Челябинский государственный педагогический институт (1961). Играющий тренер в «Тракторе» (1964/65), старший тренер клуба моторного завода (Минск, 1973/74), старший тренер «Мотора» Барнаул (1974/75), тренер (1976/77 — 1979/80), начальник команды (1981/82) «Динамо» Минск, начальник команды ШВСМ Минск (1986/87 — 1987/88).
С 1988 года — работник кафедры футбола и хоккея БГУФК.